# Code typographique
 (août 2012).
Ne doit pas être confondu avec Code typographique (livre).
Un code typographique est un ouvrage de référence décrivant les règles de composition des textes imprimés ainsi que la façon d’abréger certains termes, la manière d’écrire les nombres et toutes les règles de typographie régissant l’usage des différents types de caractères : capitales, bas de casse, italique, etc.
Un code typographique est un ouvrage de référence parmi d’autres. Selon son origine géographique ou le public qu’il vise, on peut observer quelques divergences mineures dans les règles proposées, particulièrement sur l’usage des majuscules.

## Marche typographique ou code typographique
La distinction entre un code typographique et une  marche typographique, qui est un « code maison » (d'une imprimerie, d'une maison d'édition particulière, d'une organisation avec des besoins spécifiques comme la Communauté européenne, etc.) est parfois ténue. Certaines marches s'imposent comme codes, d'autres restent plus confidentielles : pour la publication anglophone par exemple, The Chicago Manual of Style – initialement la marche de la maison The University of Chicago Press – est devenu progressivement l'ouvrage de référence privilégié de très nombreux éditeurs et correcteurs anglophones. Les critères de renommée et de diffusion hors du cercle des utilisateurs initiaux d'une marche en fondent la réputation et lui confèrent valeur de code. Ainsi, les Règles typographiques généralement suivies et adoptées pour les publications de la Librairie Hachette (1924) ont servi longtemps de référence à de nombreux éditeurs, imprimeurs, correcteurs, etc.
Un code serait à proprement parler un ouvrage collectif élaboré sous l'égide d'un groupement professionnel (syndicat ouvrier ou patronal, groupe de publications ou d'éditions élargi…) se bornant à exposer les règles orthotypographiques sans les expliciter, si ce n'est sommairement, pour en faciliter la consultation rapide. Une marche peut se concevoir en tant qu'ouvrage de référence propre à une seule publication ou entreprise ou organisation qui peut, de plus, comporter un lexique de termes courants, des commentaires, relatifs au(x) domaine(s) particulier(s) dont les professionnels l'employant ont régulièrement à traiter. La marche de l'Office des publications officielles des Communautés européennes et de son Bureau de la traduction est ainsi un Code de rédaction interinstitutionnel, Vade-mecum de l'éditeur abordant des domaines spécifiques élargissant la portée et l'objet d'un code. Les critères de destination spécifique, d'enrichissements (glossaires particuliers), d'indications sur l'emploi de certains vocables, etc. peuvent influer sur la perception de ce qui relève des appellations code ou marche.
Les auteurs de manuels ont proposé, selon leurs domaines ou publics, des ouvrages intitulés « marche » ou « code » quelque peu indifféremment (si ce n'est les deux, ainsi de l'ouvrage de Jules Pinsard, Marche typographique, Petit Code de la composition, Lausanne, 1907). Les deux termes peuvent s'appliquer aussi à des ouvrages de composition spécialisée (pour la composition musicale, par exemple, différente pour le plain-chant et d'autres types musicaux).
Un code consigne la « bonne marche » des pratiques, laquelle est forcément évolutive, de même que les codes reflètent l'évolution de la législation. Les deux termes peuvent être considérés ou non rigoureusement synonymes selon les époques et les sources, de même que celui d'orthotypographe, qui était le pendant du lexicographe théorique (se livrant à l'étude systématique des marches et codes comme le lexicographe s'applique à celle des dictionnaires), est parfois adopté pour désigner une correctrice ou un correcteur d'édition ou d'imprimerie.

## En France
En France, les professionnels utilisent (souvent conjointement) plusieurs codes typographiques, comme le Nouveau Code typographique de la FCCS-CGC (la CGC est la Confédération générale des cadres) ou le Lexique des règles typographiques de l’Imprimerie nationale.